# Dericorys minutus
Dericorys minutus es una especie de saltamontes de la familia Dericorythidae.

## Distribución geográfica y hábitat
Es endémica de Gran Canaria. No se vieron ejemplares desde 1949 hasta 2014, que fue encontrado por David Marquina Reyes en el noroeste de la isla. .